# Scorpiops chiangmai
Espèce
Synonymes
- Euscorpiops chiangmai Lourenço, 2019

Scorpiops chiangmai est une espèce de scorpions de la famille des Scorpiopidae.

## Distribution
Cette espèce est endémique de la province de Chiang Mai en Thaïlande. Elle se rencontre dans le parc national de Doi Pha Hom Pok.

## Systématique et taxinomie
Cette espèce a été décrite sous le protonyme Euscorpiops chiangmai par Lourenço en 2019. Elle est placée dans le genre Scorpiops par Kovařík, Lowe, Stockmann et Šťáhlavský en 2020.

## Étymologie
Son nom d'espèce lui a été donné en référence au lieu de sa découverte, la province de Chiang Mai.

## Publication originale
- Lourenço, 2019 : « A new species of Euscorpiops Vachon, 1980 from Doi Pha Hom Pok National Park in Thailandd (Scorpiones: Scorpiopidae). » Revista Ibérica Aracnología, vol. 34, p. 51-54.